# Ganzeville
Ganzeville település Franciaországban, Seine-Maritime megyében. Lakosainak száma 459 fő (2022. január 1.). Ganzeville Contremoulins, Fécamp, Tourville-les-Ifs és Toussaint községekkel határos.

## Népesség
A település népességének változása:
| Lakosok száma | 502  | 497  | 493  | 477  | 475  | 468  | 468  | 463  | 459  |
|               | 2013 | 2015 | 2016 | 2017 | 2018 | 2019 | 2020 | 2021 | 2022 |